# Rodors
Rodors és un antic poble rural del terme municipal de Moià, pertanyent a la comarca del Moianès.
Està situat en el sector nord-oest del terme municipal de Moià, a prop del límit amb Avinyó i Santa Maria d'Oló. És a la dreta de la riera de Malrubí, al nord-oest de la urbanització de Montví de Baix.
Formen part d'aquest poble, a part de l'església i la rectoria propera, les masies de la Cabanya, Casamitjana, la Casa Nova de l'Heura, Codinacs, Comes Nou, Comes Vell, el Casalot de Mataocells, Magadins Nou, Magadins Vell, el Perer, el Rourell, la Rovira, el Soler de Terrades i Vilalta, a més del Molí del Perer.
Conjuntament amb Ferrerons va constituir ajuntament propi entre 1812 i 1847, any en què es van haver d'integrar en el municipi de Moià pel fet de no assolir el nombre mínim de veïns (caps de casa, electors) que determinava la llei (30).
Pascual Madoz parla breument de Rodos en el seu Diccionario geográfico... del 1845. S'hi refereix dient que està situat en una zona plana, amb bona ventilació i clima sa. Comptava amb 25 cases, a més de l'església parroquial de Sant Feliu. El terreny participa de pla i de muntanyós, poblat de pins, roures i alzines. S'hi produïa blat, ordi, llegums i vi. Hi havia ovelles i porcs, i caça de perdius, guineus i llops. Tenia 13 veïns (caps de casa) i 101 ànimes (habitants).